# Волоконовка (Чернянский район)
Волоко́новка — село Чернянского района Белгородской области России, административный центр Волоконовского сельского поселения.
Население 657 человек.

## История
Возникло село в XVII веке.
Десятая ревизия переписала в «селе Волоконово» «750 душ мужского пола».По документам переписи 1862 года в слободе Волоконовке (Волконская) Казаченской волости, Старооскольского уезда,дворов 162, жителей 1462,а в 1877 году - дворов 217, жителей 1791  , а в 1885 года в слободе Волоконово — 231 двор, 1638 жителей (848 мужск. и 790 женск. пола). Из них грамотных 36 мужчин и один мальчик учащийся (от села до школы целых 17 верст). У крестьян Волоконова — 424 рабочих лошади и 121 жеребенок, 233 коровы с 120 телятами, 1157 овец, 112 свиней. В шести дворах держали пчел — 53 улья. По документам 1890 года — слобода в Казачанской волости Старооскольского уезда, в 32 верстах от уездного города — 1552 жителя (760 мужск. и 762 женск. пола).
С июля 1928 года село Волоконовка — центр и единственный населенный пункт Волоконовского сельского Совета в Чернянском районе.
В 1931 г. в с. Волоконовка — 1817 жителей.
В 1941 году в с. Волоконовка было 279 дворов.
Во время Великой Отечественной войны немцы заняли Волоконовку 2 июля 1942 г. Боев в селе не было, и немцев быстро сменили «мадьяры» — венгерские части. Они грабили мирных жителей, организовали вывоз колхозного зерна. Советские воины вошли в село 27 января 1943 г.
В послевоенные годы местный колхоз «Парижская Коммуна» построил небольшую ГЭС и кирпичный завод. Из «своего» кирпича в селе построили тракторную мастерскую, гараж, коровник и свинарник, колхозную контору и школу. В 1950-е годы в Волоконовский сельсовет входило три села, деревня и хутор. На 17 января 1979 г. в с. Волоконовке — 760 жителей, на 12 января 1989 г. — 724 (309 мужчин, 415 женщин).

## Экономика
В 1995 году в Волоконовке — АОЗТ «Парижская коммуна», два фермерских хозяйства, амбулатория, дом культуры, средняя школа, детский сад.
В 1997 году с. Волоконовка (337 домовладений, 795 жителей) — центр Волоконовского сельского округа (три села) в Чернянском районе. В 1997 г. была начата газификация села.
Волоконовка славится своим источником радоновых вод.

## Карты
- Волоконовка в 1941 г..
- Волоконовка в 1985 г..